# Sabena-vlucht 712
Op 13 juli 1968 verongelukte Sabena-vlucht SN712, vanuit Zaventem, België naar Lagos, Nigeria kort voor de landing in Lagos. De vrachtvlucht uitgevoerd met een Boeing 707-329C met vliegtuigregistratie OO-SJK van de Belgische maatschappij Sabena vervoerde 35 ton wapens bestemd voor het Nigeriaans regeringsleger. Bij de crash verloren alle zeven inzittenden het leven.

## De crash
Het vliegtuig was op 12 juli 1968 om 21 uur 52 minuten opgestegen vanaf Brussels Airport met bestemming Murtala Muhammed International Airport met aan boord vijf bemanningsleden, twee passagiers en zo’n 35 ton wapens.
Net voor de landing op 13 juli 1968 om 3 uur 59 minuten verzocht gezagvoerder Paul Taminaux de luchthaven van Lagos om de lichten van de landingsbaan aan te steken. Kort na dat radiocontact stortte het vliegtuig neer op zo’n 14 kilometer voor de landingsbaan. Bij de crash verloren alle inzitten meteen het leven en brandde het vliegtuig volledig uit. Volgens latere onderzoeken was het op het moment van de crash slecht weer en vloog het vliegtuig toen al te laag waardoor het de toppen van de bomen raakte.
Het onderzoeksrapport van de Sabena-experts, die twee dagen later de crash-site bezochten, en het medisch rapport van de zeven inzittenden raakten spoorloos.

## Context
In een eerste verklaring werd gemeld dat het vliegtuig geladen was met naaimachines. Dit werd al zeer snel als ongeloofwaardig beschouwd omwille van de burgeroorlog in dat land.
Het Nigeriaans regeringsleger was op dat moment in een burgeroorlog verwikkeld met het afgescheurde Biafra. Hierbij pleegde het regeringsleger wandaden op de christelijke bevolking van Biafra.
Nigeria had een contract afgesloten met FN in Herstal voor de levering van zo’n 100 ton wapens. De neergestorte vracht zou de voorlaatste levering zijn geweest van een order die bestond uit 6.500 volautomatische geweren, 30 miljoen patronen en 60 ton aan projectielmunitie.
De toenmalige minister van Buitenlandse Zaken Pierre Harmel kwam door de crash in een lastig parket. Het overlijden van de zeven Sabéniens was niet zozeer het probleem maar de vracht zou meer problemen opleveren.
De wapenleveringen aan Nigeria werden goedgekeurd door de christendemocratische en liberale Regering-Vanden Boeynants I om in te zetten tegen christelijke geloofsbroeders tijdens de Biafraoorlog. Dit terwijl de publieke opinie zich al roerde over de gebeurtenissen in het Afrikaanse land.
Harmel gaf later in de Belgische Senaat toe dat het gecrashte vliegtuig 35 ton wapens bevatte voor het Nigeriaans leger.
Wanneer Harmel in november 1968 in de Belgische Kamer de vraag kreeg of de wapenlevering ging over 1200 ton wapens in 40 Boeings antwoordde de minister: “ik bevestig noch ontken” en wees naar zijn administratie voor gemaakte fouten.

## Gevolgen
De Kamer en Senaat namen na de vliegtuigcrash een resolutie aan die de wapenleveringen veroordeelde en dat het land enkel wapens wilde exporteren naar landen die de mensenrechten respecteerden en niet in oorlog waren. Het stopzetten van de wapenleveringen impliceerde een financiële aderlating voor Sabena.
De Belgische pers gaf nauwelijks aandacht aan de gebeurtenissen. In het boek "Sabena, 70 jaar luchtvaartpionier" dat werd uitgegeven in 1993 kwam deze crash niet aan bod, terwijl andere ongevallen wel aan bod kwamen.